# Ratemia
Ratemia ist eine Gattung der Tierläuse, die bei Pferden parasitiert. Sie ist die einzige Gattung innerhalb der Familie der Ratemiidae. Der Kopf ist im vorderen Bereich nur ein Drittel so dick wie im hinteren. Der kurze Thorax ist breiter als der Kopf und trägt im hinteren Bereich ein Querband. Das Sternum ist breit. Das vordere Beinpaar ist deutlich schwächer als die anderen beiden. Die Tibiae besitzen alle einen Daumenfortsatz, der mit der jeweiligen Kralle opponiert. Das Abdomen ist dicker als der Thorax und die Segmente 1 bis 7 tragen zwei rückenseitige Borstenreihen. Die bauchseitigen Pleurite ragen über den Seitenrand des Abdomens hinaus.
Die Familie enthält folgende Arten:
- Ratemia asiatica
- Ratemia bassoni
- Ratemia squamulata